# Sân bay Chersky
Sân bay Chersky (IATA: CYX, ICAO: UESS) là một sân bay ở Cộng hòa Sakha, Nga, cách Chersky 1 km về phía nam.

## Hãng hàng không và điểm đến
| Hãng hàng không | Các điểm đến |
| --------------- | ------------ |
| Polar Airlines  | Yakutsk      |

## Thống kê
Nguồn: